# Sauce à la polonaise
 (septembre 2021).
La sauce à la polonaise est une sauce végétarienne et une garniture originaire de Pologne, devenue populaire en France au XVIIIe siècle. La sauce se compose de beurre fondu, d'œufs durs hachés, de chapelure, de sel, de jus de citron et d'herbes telles que le thym, le basilic et le persil. Elle est versée sur des légumes cuits à la vapeur, notamment des choux-fleurs, des asperges, des haricots beurre et des brocolis,,,. Il ne faut pas confondre cette sauce avec le velouté à la polonaise ou la bolognaise.
La sauce a probablement été présentée aux Français par la reine d'origine polonaise, Marie Leszczynska, épouse de Louis XV de France. Avec la danse polonaise, le lit à la polonaise et la robe à la polonaise qui dominaient à Versailles, la sauce est l'un des héritages culturels de la Pologne en France et dans le monde,.
Chaque mode de préparation est unique et dépend du chef ou du cuisinier. La quantité d'ingrédients dépend également du préparateur. Les variations peuvent inclure l'ajout de raifort, de crème aigre, de yaourt ou de kéfir,.